# Planeta dinozaurów (serial telewizyjny 2003)
Planeta dinozaurów (ang. Dinosaur Planet) – serial opowiadający o życiu dinozaurów produkcji amerykańskiej. Cykl składa się z czterech odcinków. W Polsce Planeta Dinozaurów była emitowana na Discovery Science i Discovery World. Oficjalna premiera tego serialu odbyła się w 2003. Akcje wszystkich czterech odcinków dzieją się w późnej kredzie.

## Podróż Białogrzywej
- Tytuł oryginału: White Tip's Journey
- Czas i miejsce akcji: Pustynia Gobi, Mongolia, 80 milionów lat temu
- Lista zwierząt:
- Velociraptor
- Prenocephale
- Oviraptor
- Protoceratops
- Shuvuuia
- Deltatheridium
- jaszczurka
- chrząszcz

Białogrzywa – samotna samica welociraptora, której stado zostało zabite przez inną grupę, wędruje po pustyni Gobi. Po jakimś czasie udaje się jej natrafić na stado prenocefali. Przypuszcza nieudany atak na jednego z nich. Następnego dnia jest jeszcze głodniejsza. Próbuje złapać jaszczurkę, ale przerywa łowy na nią, gdy słyszy odgłosy wydawane przez owiraptory. Podąża w ich kierunku. Nie chce ryzykować i nie próbuje ich zaatakować. Jeden z nich po przegranej walce o samicę zauważa Białogrzywą i wyładowuje na niej swoją złość. Przerażona samica welociraptora ucieka. Wędrując dalej spotyka kolejną jaszczurkę, jednak łapiąc ją przez przypadek spada z niewielkiej piaskowej góry, obok siedliska protoceratopsów. Stary samiec atakuje ją i goni aż do granicy swego terytorium, gdzie wchodzi w konflikt z innym samcem. Po walce zraniony i wyczerpany wycofuje się i staje się łupem Białogrzywej. Kiedy Białogrzywa ucztuje na protoceratopsie, na polowania wyrusza stado welociraptorów, dowodzone przez samca o imieniu Złamane Ramię. Z czasem znajdują Białogrzywą i zmuszają ją do oddania łupu. Białogrzywa, kiedy goście się najedli i stali się łagodniejsi, próbuje dołączyć do stada. Zainteresował się nią samiec Niebieska Brew, jednak nie jest on przywódcą grupy i nie dostał na to zezwolenia od Złamanego Ramienia. Zdenerwowany tym zachowaniem Złamane Ramię atakuje Niebieską Brew i dinozaury zaczynają ze sobą walczyć. Ostatecznie zwycięża Niebieska Brew, a Złamane Ramię musi odejść. Odtąd stado jest haremem Niebieskiej Brwi. Dołącza do niego także Białogrzywa. Welociraptory wyruszają na polowanie. Rozdzielają się na dwie grupy. Niebieska Brew z Białogrzywą mają za zadanie wykraść jaja protoceratopsów, tymczasem dwie pozostałe samice mają odwrócić uwagę protoceratopsów od gniazda symulując atak. Wszystko idzie dobrze, ale jeden z protoceratopsów zauważa Niebieską Brew i Białogrzywą ucztujących na jajach. Dinozaury szybko zabierają jaja i uciekają. Białogrzywa jest zmuszona do podzielenia się z pozostałymi samicami w grupie jajami. Znajduje się dalej na dole hierarchii stada. Po trzech miesiącach Białogrzywa składa jaja. Ponieważ pilnuje ich, nie pomoże iść z resztą stada polować. W tym czasie Niebieska Brew przypuszcza nieudany atak na teropoda z rodzaju Shuvuuia. Po paru dniach wygłodzona Białogrzywa słyszy odgłosy wydawane przez ssaka z rodzaju Deltatheridum. Oddala się na chwilę od jaj. W tym czasie Złamane Ramię zaczyna pożerać jej jaja. Białogrzywa jednak w porę wróciła do gniazda i odpędza napastnika. Mimo wszystko straciła dwa z pięciu jaj. Kiedy młode wreszcie się wykluwają, Białogrzywa zostawia je, aby wyruszyć na polowanie razem z resztą stada. Po drodze spotykają Złamane Ramię, który przypuścił desperacki atak na stado prenocefali i znajduje się w złej sytuacji. Nie pomagają mu. Szukając dalej zauważają dwie samice owiraptora pilnujące swoich młodych. Jednak welociraptorom w końcu udaje się je wykraść. Białogrzywa karmi jednym z młodych owiraptorów swoje potomstwo. Dochodzi do długiej ulewy. Po niej wygłodniałe welociraptory ponownie wyruszają polować. Po drodze spotykają padlinę Złamanego Ramienia, jednak jest ona już zbyt mocno rozłożona, by ją zjeść. Decydują się więc zaatakować protoceratopsy. Tym razem jest inaczej, niż na innych polowaniach. Białogrzywa przypuszcza atak z tyłu pierwsza. Niebieska Brew nie wie co robić i także przypuszcza atak na drugiego protoceratopsa. W zamieszaniu Białogrzywa spada ze swojej zdobyczy. Jeszcze nie wie, że uratuje jej to życie. Protoceratops Białogrzywej oddala się do swojego stada. Ani one, ani Białogrzywa nie są zainteresowane sobą, tylko obserwują walkę. Podczas ataku przez przypadek Niebieska Brew spada z zaatakowanego protoceratopsa, który chwyta go za ramię. Przerażony samiec bezskutecznie próbuje się uwolnić. Tymczasem nasączona wodą z ulewy wydma zaczyna się usuwać. Zasypuje ona całe stado Białogrzywej, w tym Niebieską Brew walczącego z protoceratopsem. Pozostałe stado protoceratopsów ucieka. Białogrzywa po raz kolejny straciła stado. Jednak nie została zupełnie sama. Wraca do swoich młodych, które wkrótce osiągną dorosłość i założą nowe stado pod jej kierownictwem.

## Jajo Alfy
- Tytuł oryginału: Alpha's Egg
- Czas i miejsce akcji: Patagonia, 80 mln lat temu
- Lista zwierząt:
- Saltasaurus
- Aucasaurus
- Alvarezsaurus
- Notosuchus
- Carcharodontosaurus[1]

Odcinek opowiada o losach samicy saltazaura o imieniu Alfa. W gnieździe gdzie znajdowały się jaja między innymi to z Alfą pojawił się wygłodniały alwarezaur. Chwycił on jajo Alfy, jednak szczęśliwie upuścił je z powrotem do gniazda i zajął się innym. W tym czasie do gniazda przywędrował też krokodyl z rodzaju Notosuchus. Chwycił jajo Alfy, jednak nagle na miejscu pojawiła się strażniczka kolonii, która odgoniła go. Jajo Alfy zostało uszkodzone, jednak ona sama była gotowa do wylęgu. Po chwili wykluła się i wróciła do gniazda. W tym samym czasie w okolicy przebywała rodzina aukazaurów złożona z rodziców i ich potomstwa, w tym przyszłego ustawicznego prześladowcy Alfy – młodego samca aukazaura o imieniu Dragonfly.
Aukazaury jednak w odróżnieniu od saltazaurów opiekują się potomswtem, więc jest ono w miarę bezpieczne. W nocy tysiące młodych saltazaurów w tym Alfa wyruszają ku gęstemu lasowi. Z powodu drapieżników większość z nich ginie tej samej nocy. Jednak niektórym, w tym Alfie, udaje się przeżyć. Rankiem ponownie atakuje ich Notosuchus, ale pojawiający się w pobliżu dorosły saltazaur odstrasza go. Młode saltazaury podążają za stadem. Kiedy zaczynają się odżywiać pojawia się rodzina aukazaurów. Jej ofiarami pada kilka młodych saltazaurów. Alfa po raz pierwszy wtedy spotyka swego ustawicznego prześladowcę – Dragonflya. Mija czternaście lat. Alfa ma już 8 metrów długości. Wciąż niedoświadczony Dragonfly próbuje ją zaatakować, co jednak mu się nie udaje. W czasie żerowania jeden z saltazaurów przewraca się o kawałek drewna i spadając łamie nogę. Dragonfly i reszta jego rodziny zaczynają go pożerać. Alfa już dojrzała płciowo kopuluje z samcem i wyrusza na tereny lęgowe. Tymczasem Dragonfly po uczcie odłącza się od reszty swojej rodziny, aby zacząć żyć samodzielnie i założyć własną rodzinę. Nie odstępuje on Alfy podążającej na tereny lęgowe. Alfa nie chce go stracić z oczu, więc nie patrzy pod nogi. Skutkiem tego jest uszkodzenie sobie jednej kończyny, co utrudnia jej poruszanie się. Kiedy stado saltazaurów, w tym Alfa, wychodzi z lasu na tereny otwarte pojawia się głodna para karcharodontozaurów. Jak każdy drapieżnik atakują one osobniki najsłabsze, dlatego zaatakują saltazaura znajdującego się z tyłu stada. Jest nim Alfa z powodu uszkodzonej kończyny. Jednak wysilając się udaje jej się wyprzedzić starą samicę saltazaura, która pozostawiona na końcu stada pada ofiarą karcharodontozaurów. Dragonfly znajduje sobie partnerkę. Alfa w końcu dociera na tereny lęgowe i składa jaja, jednak powódź je zalewa. Owa samica saltazaur wracając z terenów lęgowych napotyka Dragonflya i jego partnerkę. Aukazaury atakują Alfę, której jednak udaje się przewrócić towarzyszkę Dragonflya. Tymczasem uszkodzona kończyna Alfy zaczyna odmawiać jej posłuszeństwa. Dragonfly gryzie Alfę, której kończyna nie wytrzymuje ciężaru jej ciała i powodu jej wywrócenie się na aukazaura. Jej potężny ciężar miażdży czaszkę Dragonflya. Alfie po raz kolejny udaje się uniknąć niebezpieczeństwa i pokonać przeciwności.

## Podróże Brzuchacza
- Tytuł oryginału: Pod's Travels
- Czas i miejsce akcji: nieokreślona część południowej Europy – ocean Tetyda – wyspa Hateg (Rumunia) oraz na początku odcinka tereny Francji, 80 mln lat temu
- Lista zwierząt:
- Pyroraptor
- Ampelosaurus
- Rhabdodon[2]
- Zalmoxes[2]
- Tarascosaurus
- Ichthyornis
- Allodaposuchus
- niezidentyfikowane karłowate dromeozaury (przypuszczalnie balaury, w serialu określone jako ,,miniraptory", tymczasem w podglądzie dinozaurów z filmu określone jako,,karłowate dromeozaury").
- Magyarosaurus
- Elopteryx[3]

- niezidentyfikowany plezjozaur

Pewnego dnia stado pyroraptorów złożone z Brzuchacza i jego dwóch sióstr przechadzało się po swojej wyspie poszukując łupu. Nagle dochodzi do krótkich wstrząsów, ale zwierzęta je ignorują. Brzuchacz wyczuwa pochodzący z wyschniętego koryta rzeki zapach padliny młodego rhabdodona i zaczyna się nią pożywiać. Jednak nagle uczta zostaje przerwana przez parę taraskozaurów – czołowych drapieżników południowej Europy. Brzuchacz woła na pomoc swoje siostry licząc, że z ich pomocą uda się odstraszyć taraskozaury. Po ich przybyciu dochodzi do kolejnej fazy wstrząsów, które powodują wywrócenie się i kontuzję jednego z taraskozaurów. Pyroraptory zaraz po tym wydarzeniu formują zwarty szyk i odstraszają ostatniego sprawnego taraskozaura. Tymczasem wstrząsy się nasilają i pyroraptory oraz inne dinozaury biegną na plażę, gdzie jest dużo miejsca a miękki piasek łagodzi drgania spowodowane budzącym się wulkanem. W nocy potężna fala tsunami wciąga do morza większość dinozaurów w tym Brzuchacza i jego siostry. Brzuchaczowi jednak szczęśliwie udaje się zaczerpnąć powietrza i chwycić dryfującej kłody. Jednej z sióstr Brzuchacza udaje się też przeżyć i pyroraptory kontynuacją „rejs” w dwójkę. Następnego dnia olbrzymi plezjozaur zauważa dryfują kłodę i pożera jedną z sióstr Brzuchacza, który od tej pory zostaje sam. Trzeciego dnia morskiej podróży nieprzytomny Brzuchacz zostaje wyrzucony przez morze razem z kłodą na brzeg wyspy Hateg (Rumunia). Kiedy Brzuchacz jest jeszcze nieprzytomny z lasu wypada grupa karłowatych dromeozaurów i niewielkich lądowych krokodylomorfów z rodzaju Allodaposuchus, które rozpoczynają rywalizację o ciało Brzuchacza, którego uważają za martwego. Wydane przez nich hałasy budzą rozbitka, który powstaje i udaje się w kierunku lasu, gdzie uzupełnia braki wody w organizmie i spędza noc. Rankiem następnego dnia Brzuchacz spotyka ponownie miniraptory, które zamiast przyjąć go do swojego stada w przerażeniu uciekają przed nim. Wędrując po wyspie Brzuchacz napotyka wiele karłowatych dinozaurów i zaspakaja głód padliną zalmoksesa od której odpędza lądowe krokodyle. Po jakimś czasie uświadamia sobie, że wszystkie żyjące tu dinozaury są karłowatymi wersjami zwierząt żyjącej w jego ojczyźnie. Skarłowaciały one z powodu niewielkiej ilości dostępnego pokarmu. Brzuchacz zdaje sobie sprawę, że stał się samotnym czołowym drapieżnikiem żyjącym wśród karłowatych dinozaurów. Pyroraptor wędrując dalej po wyspie próbuje przywołać do siebie inne pyroraptory. Słyszy tylko echo, jednak wydaje mu się, że nawiązał kontakt z innym raptorem. Odpowiada na nie. Odgłosy wydawane przez Brzuchacza zostały jednak usłyszane przez grupę karłowatych troodonów, które na nie odpowiadają i okazują rozbitkowi szacunek. Brzuchacz decyduje się dołączyć do ich stada. Wędrując razem ze swoim nowym stadem po wyspie Brzuchacz napotyka karłowate taraskozaury pożerające padlinę madziarozaura. Udaje mu się zabić jednego z nich i odpędzić resztę. Brzuchacz dzieli się z troodonami padliną w zamian za przyjęcie do grupy. W ciągu dalszych wędrówek po wyspie Brzuchacz wraca do miejsca, gdzie niegdyś został wyrzucony przez morze. Znajduje tam kłodę, która ocaliła mu życie.

## Polowanie małego Dasa
- Tytuł oryginału: Little Das' Hunt
- Czas i miejsce akcji: Montana, 75 mln lat temu
- Lista zwierząt:
- Daspletosaurus
- Maiasaura
- Orodromeus
- Troodon[4]
- Quetzalcoatlus
- Einiosaurus

Pewnego dnia na górzystych terenach Montany położonych w pobliżu wulkanu stado orodromów pasie się. Nagle zostaje ono zaatakowane przez grupę troodonów, jednak udaje mu się uciec. Podczas polowania dochodzi do wybuchu gejzerów, które zabijają cześć stada troodonów. Tymczasem na położonych 90 km dalej równinach para młodych majazaur – Dandys i Gwiazdka ignorując zagrożenie, oddalają się od reszty stada. Nagle atakuje ich młody daspletozaur o imieniu Mały Das. Zagania on ich w kierunku dwóch swoich starszych sióstr, które z kolei zaganiają parę majazaur w miejsce gdzie ukryta jest matka całej trójki. Gryzie ona Dandysa w udo zadając mu poważną ranę. Jednak zbyt porywczy Mały Das przypadkowo wpada na swoją matkę, powodując wypuszczenie przez niej Dandysa, psując tym samym całe polowanie. Następnego dnia reszta rodziny Małego Dasa zostawia go w zagajniku, chcąc w ten sposób zapobiec kolejnemu popsuciu polowania na osłabionego Dandysa przez niego. Mały Das nie mogąc znaleźć reszty swojej rodziny wpada na stado einiozaurów, które wnioskują, że Mały Das jest pierwszym elementem polowania i rzucają się do ucieczki, ostrzegając tym samym majazaury o niebezpieczeństwie. Mały Das po dwukrotnym zepsuciu polowania naraża się matce i reszcie rodziny. Tymczasem na wyżynach zwierzęta zaczynają odczuwać zwiastuny nadchodzącej erupcji wulkanicznej – orodromy zauważają, że pita przez nie woda wrze a w kolonii kecalkoatli wybucha kilka gejzerów. Na równinach w tym samym czasie daspletozaury po raz trzeci zasadzają się na skrajnie osłabionego raną i ciągnącego się na końcu mieszanego stada einiozaurów i majazaur Dandysa. Jednak zapora z einozaurów pozwala Dandysowi wypracować pewną przewagę podczas ucieczki przed rodziną daspletozaurów. Podczas dalszego pościgu za majazaurą pyły wulkaniczne zaczynają zasłaniać niebo, zmniejszając widoczność. Ponadto z chmury pyłów wulkanicznych zaczynają spadać na ziemię podobne do śniegu drobne odłamki skalne. Widoczność jest teraz tak słaba, że zarówno drapieżnicy jak i ofiara muszą kierować się słuchem. Dandys nawołuje swoje stado i słyszy odpowiedzi Gwiazdki. Za ich pomocą udaje się mu dotrzeć do stada. Dochodzi do erupcji wulkanu, która bombarduje wyżyny bombami wulkanicznymi, a następnie rozrzuca wyrzuca pyły i gazy wulkaniczne. Pochłaniają one wszystkich mieszkańców wyżyn, a później stado majazaur i rodzinę daspletozaurów oraz wiele innych zwierząt w promieniu wielu kilometrów. Po 7 mln lat po potężnej erupcji nie ma już śladu, a młody tyranozaur poluje na parę niedojrzałych edmontozaurów. Rozpoczęty przed milionami lat konflikt między Małym Dasem a Dandysem i Gwiazdką jest kontynuowany przez ich potomków – tyranozaury i edmontozaury.